# Empty
Empty – minialbum zespołu Neurosis, wydany w 1990 roku.

## Utwory
1. „Day of the Lords”
2. „The Choice”

Utwór „Day of the Lords” jest coverem piosenki zespołu Joy Division. 